# Odontites vulgaris
Odontites vulgaris là loài thực vật có hoa thuộc họ Cỏ chổi. Loài này được Moench mô tả khoa học đầu tiên năm 1794.

## Hình ảnh

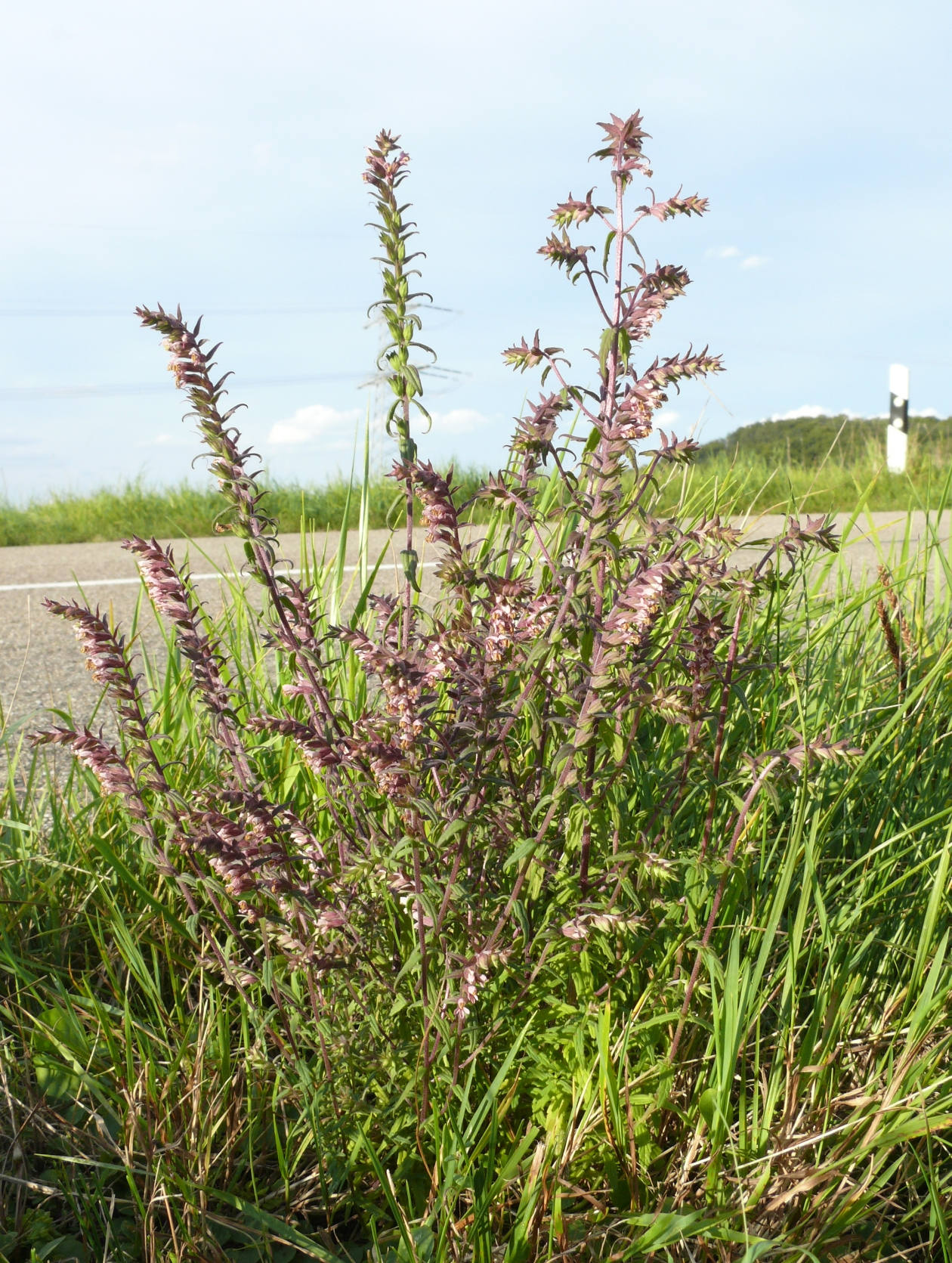
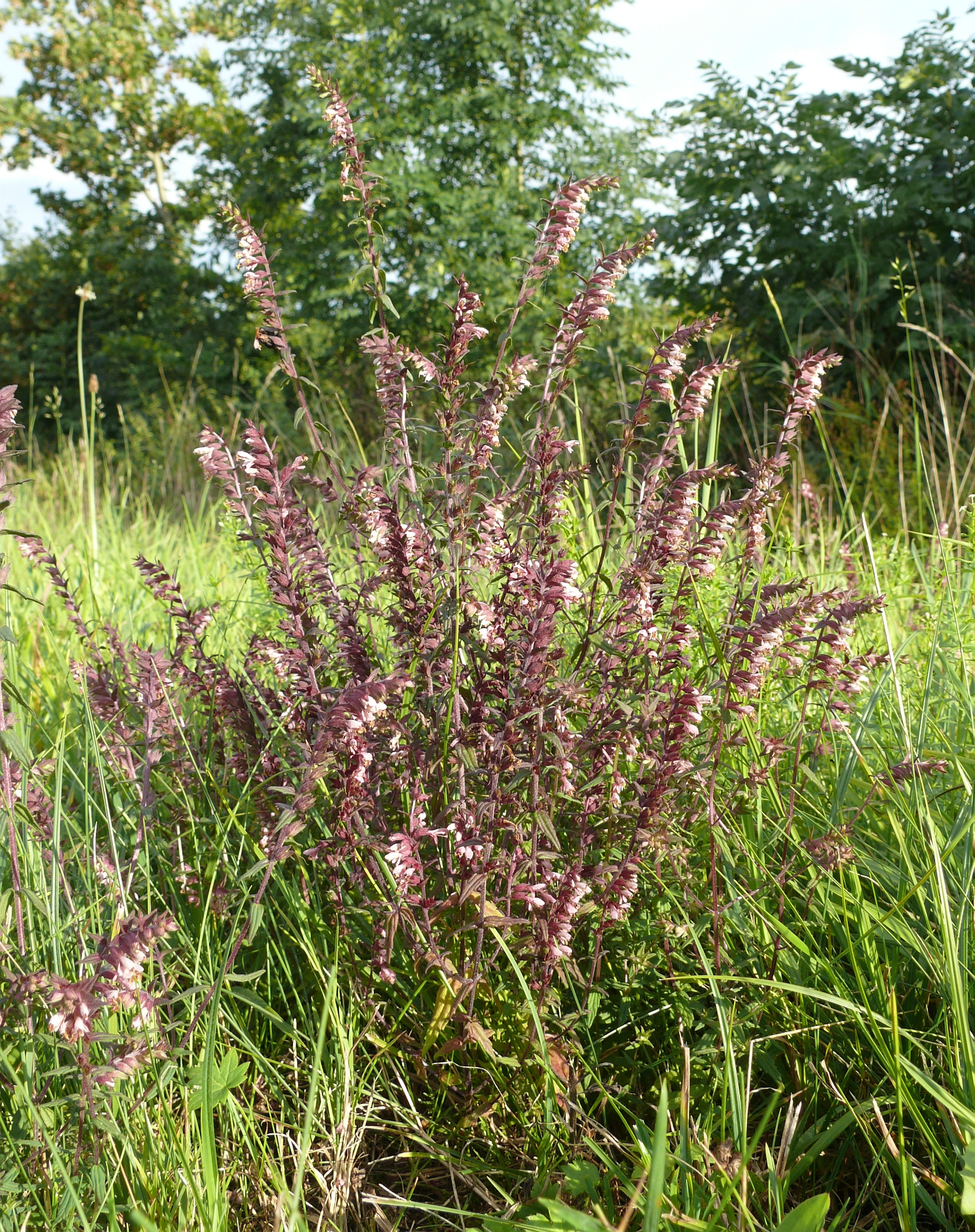
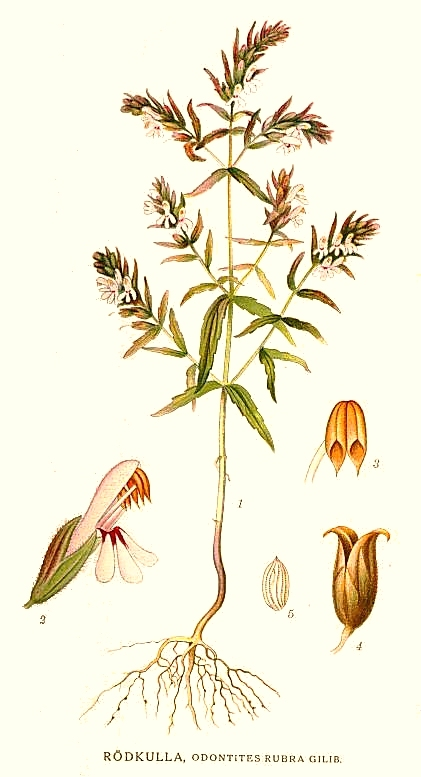
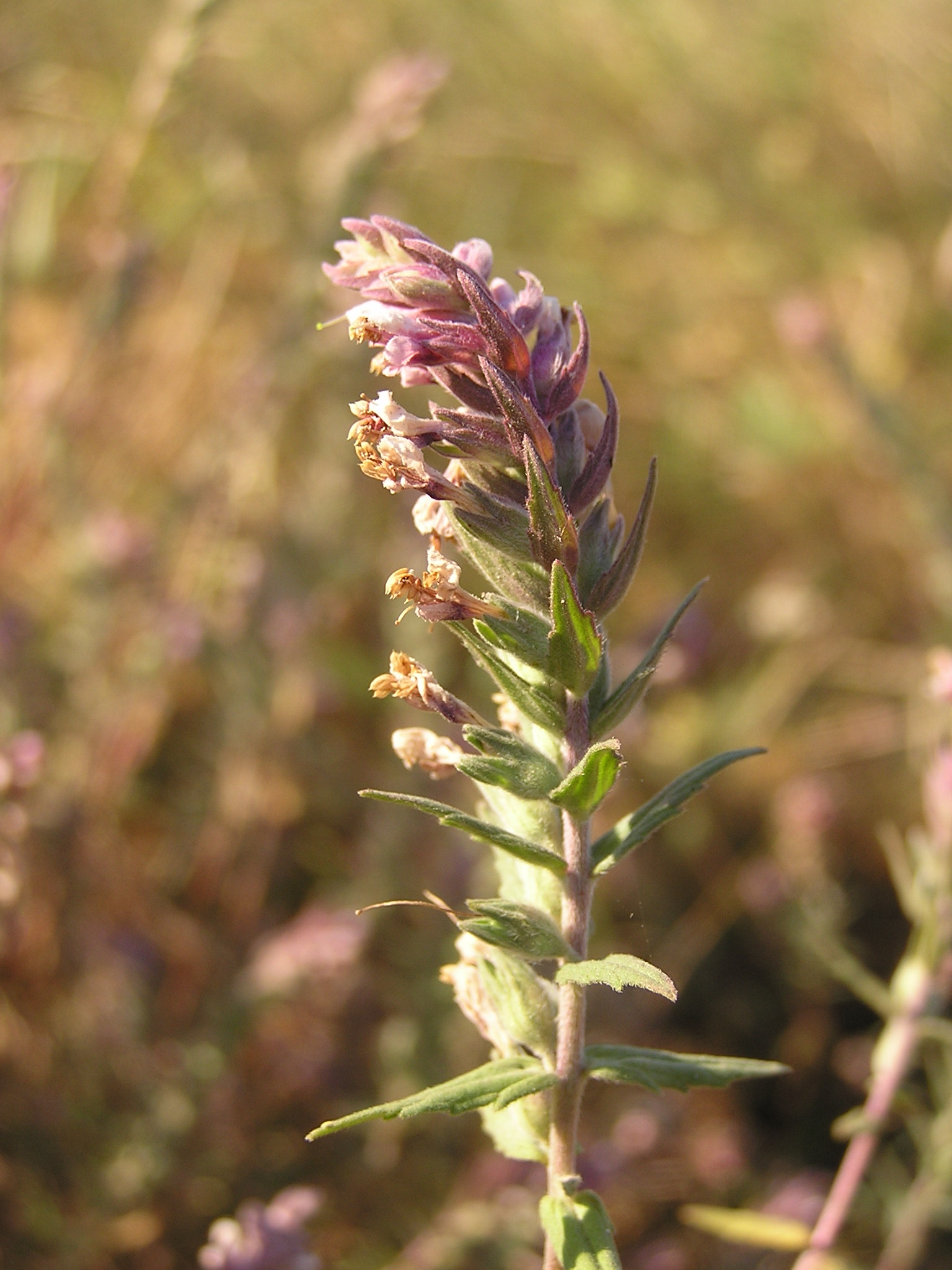